# 世界龜鱉日

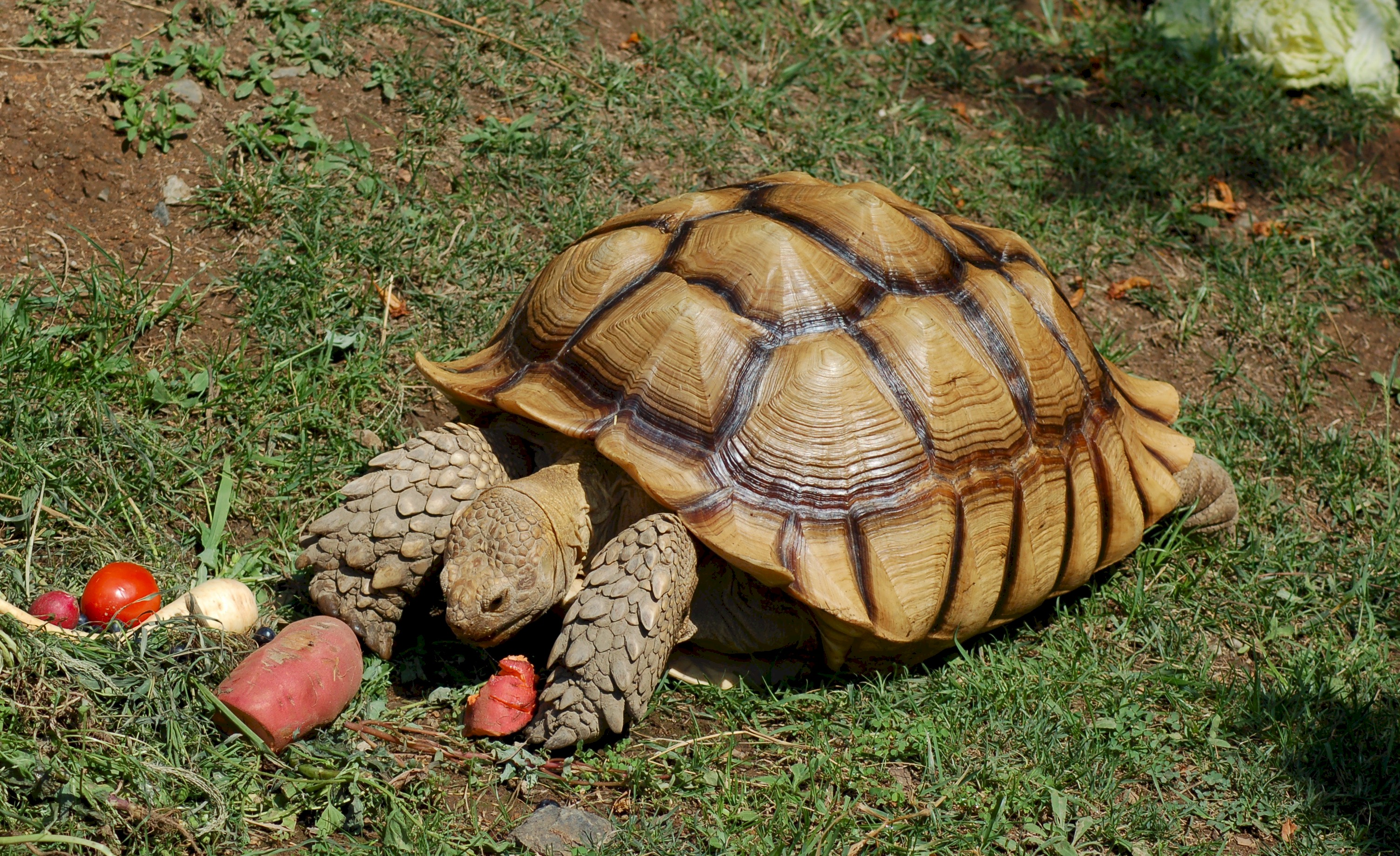
奧克蘭動物園飼養的非洲盾臂龜

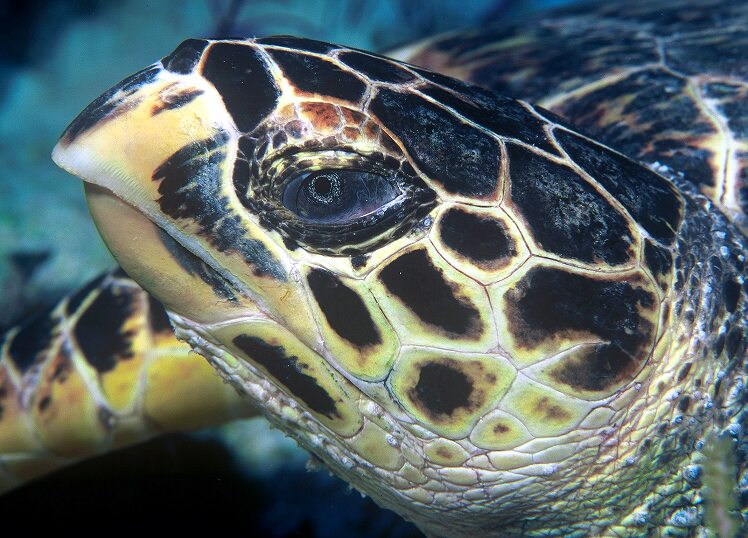
玳瑁

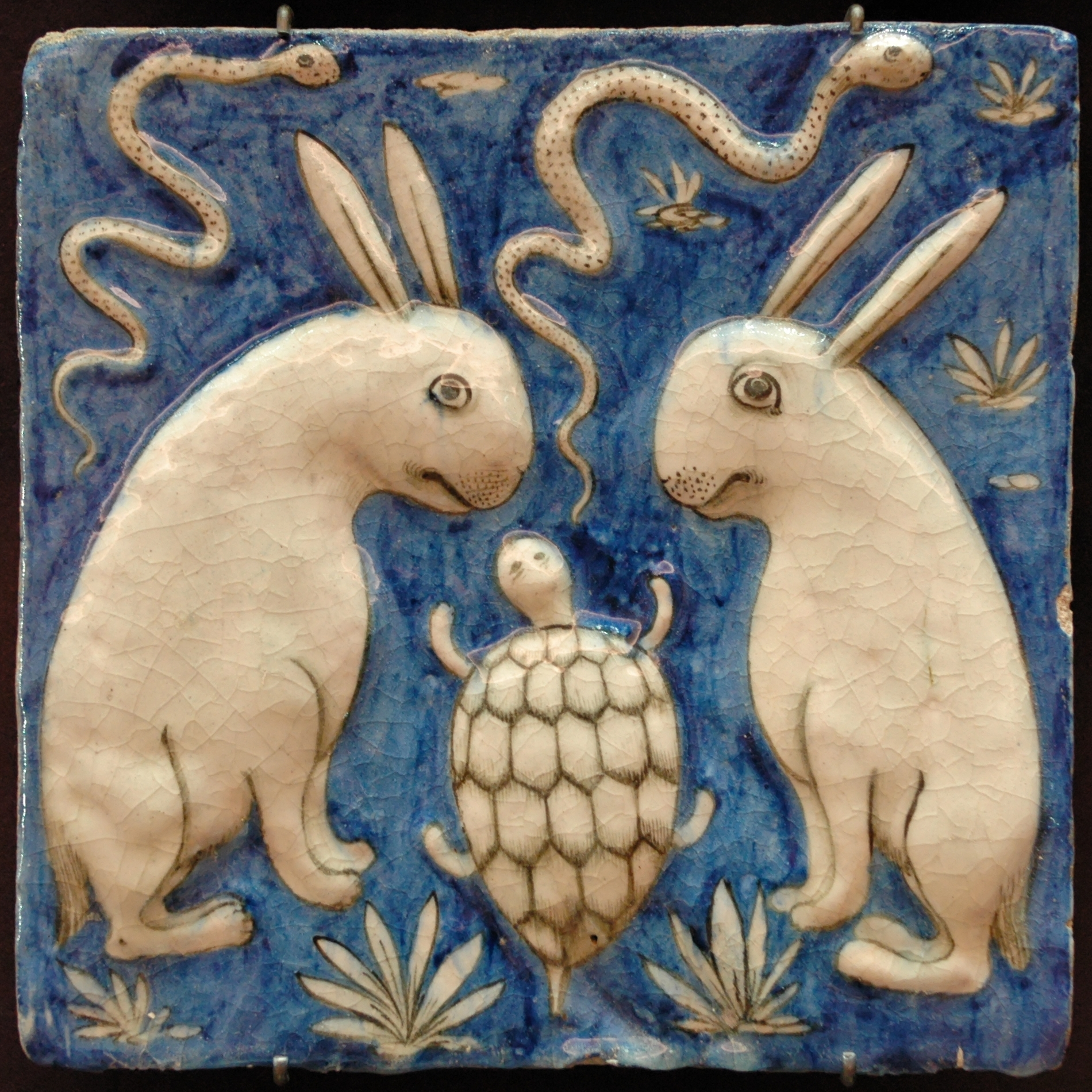
19世紀波斯宇宙誌學家加茲維尼所繪釉磚，收藏於羅浮宮

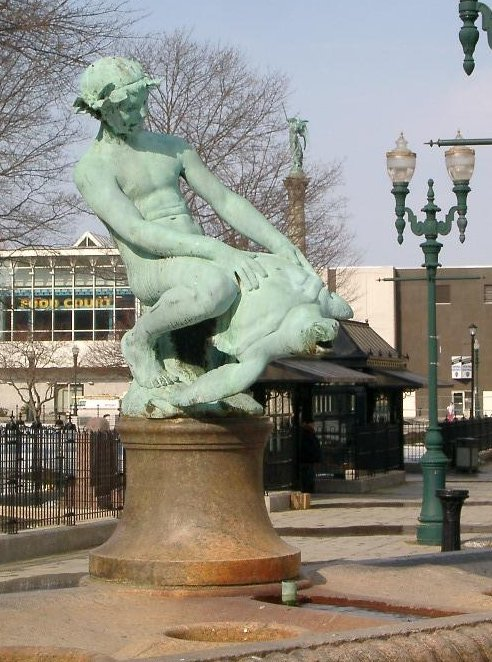
美國麻州伍斯特市 Burnside Fountain 雕像

世界龜鱉日（英語：World Turtle Day），又稱世界烏龜日、世界龜龜日，是每年的5月23日，旨在提高大家對龜鱉類的保育意識，及關注棲地破壞問題，並消除大眾對龜鱉類的錯誤觀念。

## 歷史
2000年，由美國陸龜救援組織發起。

## 各地活動
世界各地以各種方式響應龜鱉日
- 穿著綠色海龜裝，或綠色服裝
- 保護在高速公路上捕獲的龜鱉類
- 進行研究工作研究海龜。
- 在野外進行教育宣導課程[4]

環保團體與地方政府、當地藝文團體合作，舉辦淨灘活動與環境教育，引起民眾關注海洋塑膠汙染問題。

## 相關節日
- 世界海龜日（6月16日）

## 資料來源
1. ↑  .   [2022-05-27]. （原始内容存档于2022-06-05）.
2. ↑  .   [2022-05-27]. （原始内容存档于2022-06-03）.
3. 1 2  .   [2022-05-27]. （原始内容存档于2022-05-27）.
4. ↑  .   [2022-05-27]. （原始内容存档于2022-06-22）.